# دينيس ميرفي (سياسي كندي)
دينيس ميرفي هو قاضي ومحامي وسياسي كندي، ولد في 20 يونيو 1870، وتوفي في 1949.